# A tuti terv
A tuti terv (eredeti cím: Jönssonligan – Den perfekta stöten, The Master Plan) 2015-ben bemutatott svéd krimi, melynek rendezője Alain Darborg. A Guldbagge Awards-on 2016-ban a legjobb hang díjjal jutalmazták a filmet.

## Cselekmény
|  | Alább a cselekmény részletei következnek! |

Charles szemet vetett egy nagyobb összegre, amit egy nagyvállalat széfjében tartanak. Maga köré szervez egy brigádot, amelyben mindenki máshoz ért. Így már elvileg nem lehet gond meglovasítani a pénzt. Azonban akadnak problémák, a robbanóanyag specialistának az öngyilkossági hajlamait kell legyőznie, a széfek szakértője pedig éppen börtönben van. De Charles profi, és úrrá lesz minden gondon, a terv is elkészül, most már csak meg kell valósítani.

## Szereplők
| Szerep              | Színész              | Magyar hang            |
| ------------------- | -------------------- | ---------------------- |
| Charles             | Simon J. Berger      | Fekete Ernő            |
| Ragnar              | Alexander Karim      | Horváth Illés          |
| Harry               | Torkel Petersson     | Bede-Fazekas Szabolcs  |
| Rocky               | Susanne Thorson      | Horváth Lili           |
| Anna-Lena Wallentin | Andrea Edwards       | Hűvösvölgyi Ildikó     |
| Krantz              | Jens Hultén          | Csankó Zoltán          |
| Ralf                | Niklas Falk          | Harsányi Gábor         |
| Alejandro           | Juan Rodríguez       | Papp János             |
| Finn őr             | Tarmo Sakari Hietala | Végh Péter             |
| Anna anyja          | Irma Erixson         | Andai Katalin          |
| Tulaj               | Ramtin Parvaneh      | Horváth-Töreki Gergely |
| Elin                | Malin Levanon        | Balogh Anikó           |
| Támadó              | Martin Zetterlund    | Sándor Péter           |